# Goran Rubil
Goran Rubil (nacido el 9 de marzo de 1981) es un exfutbolista croata que se desempeñaba como centrocampista.
Jugó para clubes como el Nantes, Stade Lavallois, Shonan Bellmare, HNK Rijeka, Hajduk Split y Asteras Tripolis.

## Trayectoria

### Clubes
| Club             | País    | Año         |
| ---------------- | ------- | ----------- |
| Nantes           | Francia | 1999 - 2005 |
| Stade Lavallois  | Francia | 2003 - 2004 |
| Shonan Bellmare  | Japón   | 2005        |
| HNK Rijeka       | Croacia | 2005 - 2007 |
| Hajduk Split     | Croacia | 2007 - 2010 |
| Asteras Tripolis | Grecia  | 2010 - 2012 |